# Альсдорф (Альтенкірхен)
Альсдорф (нім. Alsdorf) — громада в Німеччині, розташована в землі Рейнланд-Пфальц. Входить до складу району Альтенкірхен. Складова частина об'єднання громад Бецдорф.
Площа — 5,93 км2. Населення становить 1478 ос. (станом на 31 грудня 2020).